# Катастрофа Boeing 767 в Данчанзі
Катастрофа Boeing 767 в Данчанзі — одна з найбільших авіаційних катастроф, що сталася 26 травня 1991 року. Авіалайнер Boeing 767-3Z9ER колишньої австрійської авіакомпанії Lauda Air виконував плановий рейс NG004 за сполученням Гонконг — Бангкок — Відень, але через 15 хвилин після вильоту з Бангкокського аеропорту Донмианг лівий двигун (№ 1) сам по собі перейшов у режим реверсу, що привело до переходу літака в неконтрольоване піке. Не витримавши перевантажень, літак розпався на частини, а його уламки впали на територію національного парку Пхутой у Данчангу (Таїланд). Загинули всі 223 особи, які перебували на борту літака, — 213 пасажирів і 10 членів екіпажу.
Катастрофа рейсу 004 Lauda Air стала найбільшою авіакатастрофою на території Таїланду і найбільшою в історії цивільної авіації Австрії.

## Розслідування
Розслідування причин катастрофи рейсу NG004 проводив тайський Комітет з розслідування авіаційних подій (AAIC) за участю Міністерства транспорту Таїланду.
Параметричний самописець рейсу 004 був сильно пошкоджений при ударі об землю і пожежі, і розшифрувати дані не вдалося. Однак мовний самописець уцілів, завдяки йому слідчі дізналися про мимовільне включення реверсу двигуна № 1. Проведені при швидкості 500 км/год випробування показали, що у разі активації реверс управління можна було зберегти. До того ж на багатьох моделях літаків, як Douglas DC-8, McDonnell Douglas DC-10 та Іл-62 допускається включення реверсу для зниження швидкості польоту. Але коли у компанії Boeing провели випробування на льотному тренажері при швидкості 900 км/год, то результати виявилися несподіваними — літак ставав повністю некерованим. Через відсутність даних параметричного самописця встановити причину активації реверсу не вдалося. Після катастрофи рейсу 004 компанія Boeing внесла зміни в конструкцію зворотного клапана приводу реверсу на моделях Boeing 767, Boeing 757 і Boeing 737.

## Культурні аспекти
Катастрофа рейсу 004 Lauda Air показана в 14 сезоні канадського документального телесеріалу «Розслідування авіакатастроф» у серії «Нікі Лауда: трагедія в повітрі».